# Adwoa Hackman
Adwoa Hackman (* 22. Juli 1974 in München) ist eine Musikerin, Sängerin, Gitarristin und Songwriterin mit ghanaisch-deutschen Wurzeln. Sie trat mehrfach im Ausland auf, veröffentlichte zwei Alben und gewann 2015 den Berlin Song Contest.

## Musik
Durch die Plattensammlung ihrer Eltern, Radiomusik und das Singen ihrer Mutter kam sie früh mit Soul-, Pop- und Rockmusik in Berührung. Mit 15 Jahren stand sie das erste Mal auf der Bühne, in den darauf folgenden Jahren sang Adwoa in diversen Studioprojekten und Bands.
1993–94 studierte sie Gesang und Gitarre an der Neuen Jazz School München, brach jedoch ab, da ihr das Studium nicht zusagte. Als Autodidaktin bildete sie sich in Gesang und an der Gitarre weiter und sang unter anderem für Wolfgang Schmids „Manaus“, für die Wally Warning Band, für Bette Midler bei Wetten, dass..? und in lokalen Bands. Anschließend stieg sie aus mehreren Projekten aus und konzentrierte sich auf das Erlernen von Instrumenten wie Trompete, Klavier und Schlagzeug. Während dieser Zeit entstanden erste eigene Songs. Sie vertiefte sich in das Schlagzeugspielen, nahm privaten Unterricht und besuchte von 1996 bis 1998 die Schlagzeugschule Drummers Focus München. Als Schlagzeugerin einer viel gebuchten Coverband tourte sie durch Deutschland. Dabei erlitt sie einen Tinnitus, der sie dazu zwang, mit dem Schlagzeugspielen aufzuhören und lange Jahre musikalisch zu pausieren.
2001 zog Adwoa von München nach Berlin. In den darauf folgenden Jahren jobbte sie in Cafés, absolvierte eine Ausbildung zur Erzieherin und lernte die Berliner Musikszene kennen. Noch während der Ausbildung konzentrierte sie sich wieder auf das Songschreiben und trug diese auf kleinen Berliner Bühnen vor. 2005 gründete sie die Adwoa Hackman Band. Sie tourte als Solo-Act und mit Band durch Deutschland und durch die europäische Musikszene, zum Beispiel zum Londoner „Urban Affinity Festival“ oder nach Amsterdam. Konzerte auf der Burg Wilhelmstein, im Aachener Dom oder vor 100 000 Menschen auf der Hauptbühne des Berliner CSD verschafften ihr eine stetig wachsende Anhängerschaft.
2015 gewann sie bei einem Musikwettbewerb den Berlin Song Contest.

## Diskographie

### Alben
- Tief wie das Meer (2011)[7]
- Exil (2015)[8]